# Harold Atkinson (cầu thủ bóng đá)
Harold Atkinson (28 tháng 7 năm 1925 – 4 tháng 9 năm 2003) là một cầu thủ bóng đá người Anh thi đấu ở vị trí tiền đạo trung tâm cho Carlton, Tranmere Rovers và Chesterfield. Ông có 197 lần ra sân cho Tranmere, ghi 104 bàn.